# Spartacus (téléfilm)
Pour les articles homonymes, voir Spartacus (homonymie).
Pour plus de détails, voir Fiche technique et Distribution.
Spartacus est un téléfilm de 2004 mettant en scène la troisième guerre servile, une rébellion d'esclaves contre la République romaine en Italie du Sud, entre 73 et 71 av. J.-C. Réalisé par Robert Dornhelm et adapté du roman du même nom de Howard Fast publié en 1951, il a été tourné à Sofia, en Bulgarie. Le rôle de Spartacus est interprété par Goran Visnjic.

## Synopsis
Spartacus est prisonnier dans les mines en Égypte. Il se fait acheter pour devenir gladiateur chez Lentulus Batiatus et conduit peu après une révolte d'esclaves qui met l'Italie romaine à feu et à sang.

## Distribution
- Goran Visnjic (VF : Stéphane Ronchewski) : Spartacus
- Alan Bates : Agrippa
- Angus Macfadyen : Crassus
- Rhona Mitra : Varinia
- Ian McNeice : Batiatus
- James Frain (VF : Constantin Pappas) : David
- Henry Simmons : Draba
- Ross Kemp : Cinna
- Ben Cross (VF : Philippe Dumond) : Titus Glabrus
- Paul Kynman : Crixus
- Paul Telfer : Gannicus
- Chris Jarman : Nordo
- Georgina Rylance : Helena
- Stuart Bunce : Cornelius Lucius
- Hristo Shopov : Maecenus
- Jack Huston : Flavius